# Oedipina salvadorensis
Oedipina salvadorensis é uma espécie de anfíbio caudados da família Plethodontidae. Está presente em El Salvador. A UICN classificou-a como em perigo de extinção.